# Carl Meyer
Carl Friedrich August Meyer, född den 29 oktober 1825 i Hannover, Tyskland, död den 9 juni 1894 i Göteborg, var en svensk grosshandlare, verksam i Göteborg.

## Biografi
Fadern, som var tysk militär och industriidkare, flyttade 1836 till Göteborg. Meyer uppfostrades i Göteborg, men flyttade till Sundsvall där han en tid drev handel. Han återvände emellertid till Göteborg och grundade 1861 grosshandels- och agenturfirman Carl Meyer. Han fick tidigt agenturen för ett stort engelskt försäkringsbolag och blev ombud för ett träförädlingsverk och de stora järnexportörerna Alrutz och Höglunds söner. Han blev även Österrikes konsul 1862-1892 och var ledamot av Sahlgrenska sjukhusets direktion och Tyska Christinae församlings kyrkoråd.  
Han gifte sig med Thekla Andersson och de fick två döttrar.